# Kyle Hamilton (football américain)
Pour l’article homonyme, voir Kyle Hamilton (rameur).
(en) Statistiques sur pro-football-reference
Kyle Hamilton, né le 16 mars 2001 à Héraklion en Grèce, est un sportif professionnel américano-grec de football américain jouant au poste de safety pour la franchise des Ravens de Baltimore dans la National Football League (NFL) depuis la saison 2022.
Au niveau universitaire, il a joué pour le Fighting Irish de l'université de Notre-Dame-du-Lac pendant trois saisons (2019-2021) dans la NCAA Division I FBS où il est reconnu joueur All-American en 2021, avant d'être sélectionné en 14e choix lors du premier tour de la draft 2022 de la NFL par les Ravens.

## Jeunesse
Fils du joueur professionnel de basket-ball Derrick Hamilton, Hamilton nait le 16 mars 2001 à Héraklion, capitale de l'île grecque de Crête. Son père est afro-américain et sa mère est coréenne
Il a vécu brièvement en Russie avant de rejoindre la région d'Atlanta après que son père ait pris sa retraite sportive.
Hamilton a étudie à l'école Mariste de Brookhaven en Géorgie où il joue au football américain aux postes de safety et de wide receiver pour l'équipe de son lycée. Il participe au Bowl All-American de 2019 (en) et intègre ensuite l'université de Notre-Dame-du-Lac et son équipe du Fighting Irish,.

### Carrière universitaire

#### 2019
Hamilton inscrit son premier touchdown universitaire lors de son deuxième match en 2019, à la suite d'une interception de passe déviée qu'il retourne sur 35 yards. Deux semaines plus tard lors de la victoire 35 à 20 contre Virginia, il réussit une interception et deux plaquages en solo. Lors de son année freshman, il participe à 13 matchs dont un en tant que titulaire, totalisant 41 plaquages, quatre interceptions et un touchdown,,. Il est sélectionné dans l'équipe des freshman All-American 2019 par la Football Writers Association of America (en).

#### 2020
Hamilton commence sa saison sophomore en tant que titulaire en 2020. Il ne réussit sa première interception que lors de la finale de conférence ACC (en) perdue contre Clemson. Sélectionné dans la première équipe de l'ACC, il totalise sur sa saison 63 plaquages, 6 passes défendues et une interception.

#### 2021
De nouveau titulaire en 2021, Hamilton se blesse au genou après sept matchs. Reconnu joueur All-American par consensus en fin de saison, il totalise 34 plaquages dont 19 en solo, trois interceptions et quatre passes défendues.
Le 10 décembre 2021, Hamilton déclare qu'il va se présenter à la draft 2022.

### Carrière professionnelle

#### Draft
Hamilton est sélectionné en 14e choix global global lors du premier tour de la draft 2022 de la NFL par la franchise des Ravens de Baltimore. Il signe son contrat rookie le 7 juin 2022.

#### 2022
Hamilton est considéré comme deuxième remplaçant au poste de safety pour la saison 2022 des Ravens. Il fait ses débuts lors du premier match de la saison régulière contre les Jets et y effectue trois plaquages en solo (victoire 24 à 9).
En 3e semaine contre les Patriots, Hamilton force le premier fumble de sa carrière. Il réussit également trois plaquages (dont deux en solo) lors de la victoire 37 à 26. Il réussit son premier sack et plaquage pour perte lors de la victoire 23 à 20 contre les Browns en 7e semaine. Contre les Panthers en 11e semaine, il se blesse à nouveau au même genou qu'en 2021 et rate le match suivant contre les Jaguars.
Hamilton participe à 16 des 17 matchs de la saison régulière dont quatre en tant que titulaire. Il totalise 62 plaquages (dont 46 en solo), deux sacks, cinq passes déviées et un fumble forcé. Après la saison il est sélectionné dans l'équipe des meilleurs rookies NFL de la saison par la Football Writers Association of America (en).
Lors du tour de wild card perdu 17 à 24 contre les Bengals, Hamilton réussit neuf plaquages (dont cinq en solo), et force un fumble que son équipe récupère.

#### 2023
Hamilton est désigné titulaire au poste de safety pour la saison 2023. En 3e semaine lors de la défaite 19 à 22 contre les Colts, Hamilton réussit trois sacks, égalisant le record de la NFL et battant celui de sa franchise du nombre de sacks réussit lors d'une première mi-temps d'un match. IL effectué également neuf plaquages (dont sept en solo), deux plaquages pour perte, force un fumble et dévie une passe adverse.
Contre les Browns en 4e semaine (victoire 28 à 3), il réussit sa première interception de sa carrière NFL tout en effectuant également cinq plaquages en solo et déviant une passe adverse. Contre les Titans en 6e semaine, Hamilton est expulsé après avoir heurté le wide receiver Chris Moore (en) à la tête, ce mouvement ayant été considéré comme une faute de targeting par les arbitres. Il sera sanctionné d'une amende de 20 524 $ pour cette faute.
En 10e semaine contre les Browns, Hamilton inscrit son premier touchdown NFL en réceptionnant une passe du quarterback adverse Deshaun Watson qu'il retourne en pick-six sur 18 yards. Bien qu'ayant pris l'avantage au score à la suite de cette action, les Ravens perdent le match 31 à 33. Contre les Rams en 14e semaine, Hamilton heurte le genou du receveur Puka Nacua ce qui le contraint à abandonner le match. En 16e semaine, le jour de Noël, lors de la victoire 33 à 19 contre les 49ers, il réussit deux interceptions. Il se blesse cependant à nouveau à son genou au cours du quatrième quart-temps. Bien qu'il n'ait pas fini le match, il est désigné meilleur défenseur AFC de la semaine. Il ne joue pas l'avant dernier match de la saison régulière à la suite de sa blessure. Il est sélectionné pour les Pro Bowl Games 2024 avant le dernier match de la saison régulière
En 2013, Hamilton a joue 15 des 17 matchs de la saison, tous en tant que titulaire, compilant 81 plaquages (63 en solo), trois sacks, 10 plaquages pour perte, 13 passes déviées, quatre interceptions et un touchdown défensif.

## Statistiques
| Année       | Équipe                       | Statut      | MJ |       | Plaquages | Plaquages | Plaquages | Plaquages |       | Interceptions | Interceptions | Interceptions | Interceptions |  | Fumbles | Fumbles |
| Année       | Équipe                       | Statut      | MJ | Total | Seul      | Ast.      | Sacks     | Nb.       | Yards | Déf.          | TD            | Nb.           | Rec.          |  |         |         |
| 2019        | Fighting Irish de Notre Dame | Fr.         | 13 | 041   | 21        | 14        | 0         | 4         | 66    | 06            | 1             | 0             | 0             |  |         |         |
| 2020        | Fighting Irish de Notre Dame | So.         | 11 | 063   | 51        | 12        | 0         | 1         | 14    | 06            | 0             | 0             | 0             |  |         |         |
| 2021        | Fighting Irish de Notre Dame | Jr.         | 07 | 035   | 19        | 15        | 0         | 3         | 0     | 04            | 0             | 0             | 0             |  |         |         |
| Totaux NCAA | Totaux NCAA                  | Totaux NCAA | 28 | 138   | 97        | 41        | 0         | 8         | 80    | 16            | 1             | 0             | 0             |  |         |         |

| Année      | Équipe              | MJ |                 | Plaquages       | Plaquages       | Plaquages       | Plaquages       |                 | Interceptions   | Interceptions   | Interceptions | Interceptions |  | Fumbles | Fumbles |
| Année      | Équipe              | MJ | Total           | Seul            | Ast.            | Sacks           | Nb.             | Yards           | Déf.            | TD              | Nb.           | Rec.          |  |         |         |
| 2022       | Ravens de Baltimore | 16 | 062             | 046             | 16              | 2,0             | 0               | 0               | 05              | 0               | 1             | 0             |  |         |         |
| 2023       | Ravens de Baltimore | 15 | 081             | 063             | 18              | 3,0             | 4               | 25              | 13              | 1               | 1             | 0             |  |         |         |
| 2024       | Ravens de Baltimore | ?  | Saison en cours | Saison en cours | Saison en cours | Saison en cours | Saison en cours | Saison en cours | Saison en cours | Saison en cours | ?             | ?             |  |         |         |
| Totaux NFL | Totaux NFL          | 31 | 143             | 109             | 34              | 5,0             | 4               | 25              | 18              | 1               | 1             | 0             |  |         |         |

| Année      | Équipe              | MJ |       | Plaquages | Plaquages | Plaquages | Plaquages |       | Interceptions | Interceptions | Interceptions | Interceptions |  | Fumbles | Fumbles |
| Année      | Équipe              | MJ | Total | Seul      | Ast.      | Sacks     | Nb.       | Yards | Déf.          | TD            | Nb.           | Rec.          |  |         |         |
| 2022       | Ravens de Baltimore | 1  | 09    | 05        | 4         | 0,0       | 0         | 0     | 0             | 0             | 1             | 1             |  |         |         |
| 2023       | Ravens de Baltimore | 2  | 14    | 12        | 2         | 0,0       | 0         | 0     | 0             | 0             | 0             | 0             |  |         |         |
| Totaux NFL | Totaux NFL          | 3  | 23    | 17        | 6         | 0,0       | 0         | 0     | 0             | 0             | 1             | 1             |  |         |         |

## Récompenses

### Universitaires
- Reconnu par consensus, joueur All-American en 2021 ;
- Sélectionné dans la première équipe All-American par FWAA (en) en 2020 et 2021 ;
- Sélectionné dans la première équipe All-American par Phil Steele (en) en 2020 et 2021 ;
- Sélectionné dans la première équipe All-American par AFCA (en) en 2021 ;
- Sélectionné dans la première équipe All-American par WCFF (en) en 2021 ;
- Sélectionné dans la deuxième équipe All-American par AFCA en 2020 ;
- Sélectionné dans la deuxième équipe All-American par WCFF en 2020 ;
- Sélectionné dans la deuxième équipe All-American par AP en 2021 ;
- Sélectionné dans la deuxième équipe All-American par The Athletic (en) en 2020 ;
- Sélectionné dans la deuxième équipe All-American par CBS Sports en 2021 ;
- Sélectionné dans la deuxième équipe All-American par USA Today en 2021 ;
- Sélectionné dans la troisième équipe All-American par AP en 2020 ;
- Reconnu joueur Freshman All-American par The Athletic en 2019 ;
- Sélectionné dans la première équipe des Indépendants par Phil Steele en 2019 et 2021 ;
- Sélectionné dans la première équipe des Indépendants par PFF en 2019 ;
- Sélectionné dans la première équipe de l'ACC en 2020 ;
- Sélectionné dans la première équipe ACC par l'AP en 2020 ;
- Sélectionné dans la première équipe ACC par Phil Steele en 2020 ;
- Meilleur joueur défensif débutant de la saison à Notre Dame en 2019 ;
- Vainqueur du Trophée Lott de la 1re semaine de la saison 2021 ;
- Meilleur joueur défensif de la 3e semaine par Athlon Sports (en) de la saison 2021 ;
- Meilleur joueur défensif de la 3e semaine par WCFF de la saison2021 ;
- Meilleur joueur défensif de la 3e semaine par Bednarik Award (en) de la saison 2021.

### Professionnels
- Sélectionné dans la première équipe All-Pro par l'Associated Press (AP) en 2023 ;
- Sélectionné dans la première équipe All-Pro par la National Football League Players Association (NFLPA) en 2023 ;
- Sélectionné dans l'équipe AFC pour les Pro Bowl Games 2024 ;
- Sélectionné dans l'équipe des meilleurs rookies NFL de la saison 2022 par Pro Football Writers Association (PFWA) ;
- Meilleur défenseur AFC de la 16e semaine de la saison 2023.

## Records

### NFL
- Plus grand nombre de sacks au cours d'une première mi-temps d'un match par un defensive back : 3 (à égalité), le 24 septembre 2023 contre les Colts d'Indianapolis[36].

### Franchise
- Plus grand nombre de sacks lors de la première mi-temps d'un match : 3, , le 24 septembre 2023 contre les Colts d'Indianapolis[36] ;
- Plus grand nombre d'interception sur un match: 2 (à égalité) le 25 décembre 2023 contre les  49ers de San Francisco[37].

## Vie privée
Nait en Greece de son père noir américain Derreck et de sa mère coréenne, Jackie, Hamilton possède la double nationalité grecque et américaine.
Il a commencé à sortir avec la musicienne américaine Reese Damm au lycée, où ils se sont rencontrés.
En juillet 2021, Hamilton, en compagnie de ses équipiers de Notre Dame Cam Hart (en), Conor Ratigan et KJ Wallace, ont lancé un podcast dénommé Inside The Garage,.